# Vint Cerf
Vinton „Vint” Gray Cerf (New Haven, Connecticut, 1943. június 23. –) amerikai matematikus és informatikus, akire általában az Internet egyik alapító atyjaként hivatkoznak. Kulcsszerepet töltött be (vezetői és műszaki értelemben egyaránt) az internet, valamint a TCP/IP protokollkészlet megalkotásában.
Az „Internet Társaság” (Internet Society, ISOC) alapítója volt 1992-ben, amelynek célja az internetelérés és -használat terjedésének
elősegítése, és az Internetet fejlesztő technikai csoportok (mint például az IETF, az Internet Műszaki Munkaközösség) összefogása. Az ISOC első
elnökeként 1999-ig töltötte be a posztját.
Születésétől fogva hallássérült. Tagja a Gallaudet Egyetem tanácsának (amely az első felsőfokú képzést nyújtó intézmény volt a siketek és nagyothallók számára), és az Alexander Graham Bell Egyesület „Hallássérültekért” kitüntetés tulajdonosa. Jelenleg az egyesült államokbeli Virginiában él a családjával.

## Pályafutása
A Van Nuys középiskolába járt, ahol már korán megmutatkozott a számítógépek iránti érdeklődése. Tanulmányait a Stanfordi Egyetemen folytatta, miközben számos vállalatnál dolgozott nyaranta, mint például a North American Aviationnél (repülőgépgyár, jelenleg a Boeing leányvállalata) és a Rocketdyne-nál (rakétahajtómű tervező és gyártó vállalat). 1965-ben BSc-fokozatot szerzett matematikából a Stanfordon.
A diplomázás után az IBM munkatársa lett, de hamarosan úgy döntött, hogy fejleszteni szeretné a számítástechnikai tudását. 1967-ben visszatért az iskolapadba, beiratkozott a Los Angeles-i Kaliforniai Egyetem számítástechnikai tudományok szakára, ahol olyan tanárai voltak, mint például Leonard Kleinrock. 1970-ben itt szerzett MSc, 1972-ben pedig PhD fokozatot.
A Kaliforniai Egyetemen töltött évei alatt dolgozott az ARPANET-en, a legkorábbi csomagkapcsolt számítógép-hálózaton. Ezen időszak alatt (mint a későbbiekben is) számos RFC szerzője volt. 1972-től már mint Stanford-i professzor folytatta a számítógépes hálózatokkal kapcsolatos kutatásait.
Röviddel később, 1973-ban Bob Kahn (akit Cerf már korábbról ismert, Kahn volt a felelős az ARPANET projektért a fővállalkozó Bolt, Beranek and Newman-nél) és Cerf elkezdték kidolgozni több különböző csomagkapcsolt hálózat egyetlen internetwork-é történő összekapcsolásának lehetősét. Az 1974-es „A Protocol for Packet Network Intercommunication” című tanulmányuk a témakör egyik alapvető dokumentuma.
1976-ban felkérték, hogy dolgozzon az Egyesült Államok Védelmi Minisztériumának Fejlett Kutatási Központjánál (DoD Advanced Research Projects Agency, DARPA), egy kutatási-fejlesztési program vezetőjeként. Ezen tisztsége alatt, 1976-tól 1982-ig meghatározó szerepe volt TCP/IP protokollok és az internet fejlesztésében.
Ezt követően 1982-től 1986-ig az MCI Digital Information Services alelnöke. Az MCI Mail fejlesztésének vezetője, ami az első kereskedelmi e-mail szolgáltatás volt az interneten.
1986-ban újra csatlakozott Kahnhoz az utóbbi vállalatánál. A Corporation for National Research Initiatives-nál eltöltött évei alatt számos projekten dolgozott, mint például digitális könyvtárakon és automatikus információkereső programokon (knowbot-ok).
1994-ben visszatért az MCI-hez mint az Internet Architektúra vezető alelnöke. 2005. szeptember 8-án a Google bejelentette, hogy szerződtette Cerföt mint „Chief Internet Evangelist”-et, ami magyarul körülbelül „vezető internetes hitszónok”-ot, vagy „internet-apostol”-t jelent. Ezt a Wired magazin is megírta egy cikkében: „Vint Cerf: Google's New Idea Man (a Google új ötletembere)”.
1999-ben csatlakozott az ICANN tanácsához, ahol 2007-ig a tanács elnöki pozícióját tölti be.
Vint Cerf ezenkívül tagja a bulgáriai elnök, Georgi Parvanov IT tanácsadó testületének, a 2002. március 8-i elnöki rendelet megbízása szerint.
Jelenleg az Interplanetáris Protokollon dolgozik, a NASA Jet Propulsion Laboratóriumával közösen. Ez a bolygóközi kommunikáció egy új szabványa lesz, ami nagyon jó hibatűréssel valósít meg lézeres vagy rádiókommunikációt.
2006 februárjában Cerf tanúskodott az Egyesült Államok törvényhozásának távközlési bizottsága előtt a hálózatközömbösség (Network Neutrality) mellett.

## Díjai és kitüntetései
Számos díszdoktori cím tulajdonosa, többek között a Baleár Szigetek Egyetemének, a svájci ETH-nak, a Capitol és a Gettysburg Főiskolának.
1996-ban kitüntették a Yuri Rubinsky-emlékdíjjal az ötödik World Wide Web konferencián, Párizsban. 1996-ban elnyerte a SIGCOMM-díjat, az internet 25 éven keresztüli terjedésében való közreműködéseiért, a TCP/IP protokollok kifejlesztésétől kezdve.
1997-ben Bill Clinton kitüntette Cerföt a társával, Robert E. Kahnnal egyetemben a National Medal of Technologyval (a legmagasabb amerikai tudományos-technológiai címmel), az internet és a TCP/IP protokollok kifejlesztésében végzett teljesítményükért.
2001-ben megkapta az Ohio Egyetem J. W. McClure Kommunikációs Iskolájának Strowger-díját. 2002-ben Bob Kahnnal, Larry Robertsszel és
Tim Berners-Leevel egyetemben odaítélték neki a Premio Principe de Asturias de Investigacion Cientificát, a legmagasabb spanyol kitüntetést.
2005 elején bejelentették, hogy Cerf és Kahn a nyertesei az ACM 2004 évi Turing-díjának (ami a Nobel-díj számítástechnikai megfelelője), többek között az internet alapvető protokolljainak kidolgozásáért és az összekapcsolt hálózatok terén végzett úttörő tevékenységükért.
2005 novemberében George W. Bush kitüntette Cerföt és Kahnt a Presidential Medal of Freedom-mal, az internet létrehozásában való közreműködésükért.
2007. április 2-án nagy sikerű előadást tartott Budapesten, a Mindentudás Egyetemén Az internet szabadsága címmel.

## Részleges bibliográfia
- Vinton Cerf, Zero Text Length EOF Message (RFC 13, August 1969)
- Vinton Cerf, IMP-IMP and HOST-HOST Control Links (RFC 18, September 1969)
- Vinton Cerf, ASCII format for network interchange (RFC 20, October 1969)
- Vinton Cerf, Host-host control message formats (RFC 22, October 1969)
- Vinton Cerf, Data transfer protocols (RFC 163, May 1971)
- Vinton Cerf, PARRY encounters the DOCTOR (RFC 439, January 1973)
- Vinton Cerf, Y. dalal, C. Sunshine, Specification of Internet Transmission Control Program (RFC 675, 1974. december)
- Vinton Cerf, Jon Postel, Mail transition plan (RFC 771, September 1980)
- Vinton Cerf, Twas the night before start-up (RFC 968, 1985. december)
- Vinton Cerf, Report of the second Ad Hoc Network Management Review Group, RFC 1109, August 1989
- Vinton Cerf, Internet Activities Board, RFC 1120, September 1989
- Vinton Cerf, Thoughts on the National Research and Education Network, RFC 1167, July 1990
- Vinton Cerf, K.L. Mills Explaining the role of GOSIP, RFC 1169, August 1990
- Vinton Cerf, Memo from the Consortium for Slow Commotion Research (CSCR, RFC 1217, April 1 1999
- Vinton Cerf, Guidelines for Internet Measurement Activities, October 1991
- Clark, Chapin, Cerf, Braden, Hobby, Towards the Future Internet Architecture, RFC 1287, 1991. december
- Vinton Cerf et al, A Strategic Plan for Deploying an Internet X.500 Directory Sevice, RFC 1430, February 1993
- Vinton Cerf, A VIEW FROM THE 21ST CENTURY, RFC 1607, April 1, 1994
- Vinton Cerf, An Agreement between the Internet Society and Sun Microsystems, Inc. in the Matter of ONC RPC and XDR Protocols, RFC 1790, April 1995
- Vinton Cerf, I REMEMBER IANA, RFC 2468, October 1998
- Vinton Cerf, The Internet is for Everyone, RFC 3271, April 2002
- Vinton Cerf, Robert Kahn, A Protocol for Packet Network Intercommunication (IEEE Transactions on Communications, May 1974)

## Fordítás
- Ez a szócikk részben vagy egészben a Vint Cerf című angol Wikipédia-szócikk fordításán alapul.  Az eredeti cikk szerkesztőit annak laptörténete sorolja fel. Ez a jelzés csupán a megfogalmazás eredetét és a szerzői jogokat jelzi, nem szolgál a cikkben szereplő információk forrásmegjelöléseként.